# Piramidele din Valea Stăncioiului
Piramidele din Valea Stăncioiului (monument al naturii) alcătuiesc o arie protejată de interes național ce corespunde categoriei a III-a IUCN (rezervație naturală de tip geologic), situate în județul Vâlcea, pe teritoriul administrativ al municipiului Râmnicu Vâlcea.

## Localizare
Aria naturală cunoscută și sub denumirea de Piramidele de pământ din Valea Stăncioiului se află în Subcarpații Vâlcii, o subdiviziune a Subcarpaților Getici, în partea estică a cartierului Goranu din municipiul Râmnicu Vâlcea.

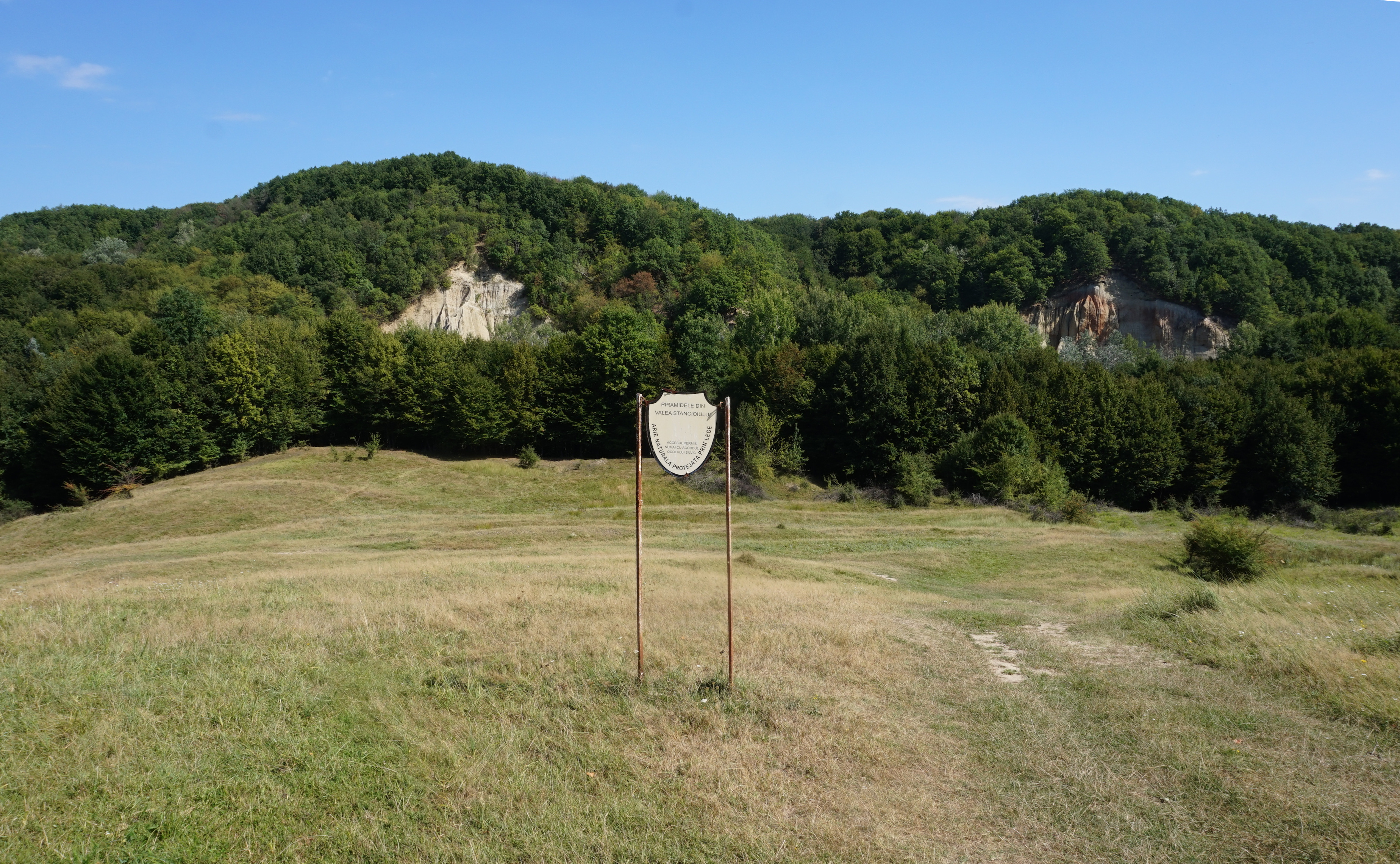
Piramidele de pământ din Valea Stăncioiului sitate în aria naturală protejată (rezervație naturală de tip geologic), situate în județul Vâlcea, pe teritoriul administrativ al municipiului Râmnicu Vâlcea.

## Descriere
Rezervația naturală declarată arie protejată prin Legea Nr.5 din 6 martie 2000 (privind aprobarea Planului de amenajare a teritoriului național - Secțiunea a III-a - zone protejate), se întinde pe o suprafață de 12 hectare între Valea Stăncioiului și Dealul Cornetu (locul este denumit de localnici La Ciuroaie) și reprezintă o zonă cu un ansamblu de piramide (constituite din rocă sedimentară, din nisipuri, argile, pietrișuri); rezultate în urma eroziunii solului prin acțiunea apei (spălare, șiroire) și a aerului (îngheț, dezgheț, vânt).